# 塞氏隱孔鳚
塞氏隱孔䲁（學名：Cryptotrema seftoni），為輻鰭魚綱䲁形目脂䲁科隱孔䲁屬的一個種，種名是為了紀念約瑟夫·W·塞夫頓二世（Joseph W. Sefton Jr.，1882-1966），他是一位來自加利福尼亞州聖地亞哥的銀行家，該魚就是從他的遊艇上打撈上來，分布於東太平洋加利福尼亞灣的安赫爾德拉瓜爾達島海域，深度26至37公尺，棲息在礁石區，雌魚產附著性卵，雄魚會守護卵，幼魚為浮游性，生活習性不明。